# TIGSource
TIGSource (nom raccourci de The Independent Games Source) est un blog d'information et une communauté Internet centrés sur la création de jeux vidéo indépendants, fondés en 2005 par Jordan Magnuson et rapidement repris par Derek Yu, tous deux développeurs de jeux indépendants.
Le site tient la réputation d'avoir été un « lien culturel » important pour la création du développement de jeux indépendants dans les années 2000 et au début des années 2010, et un acteur-clé dans la transition de perception des jeux vidéo indépendants en tant que simples jeux occasionnels à celle d'une forme d'art,,,. Ses forums sont reconnus pour avoir été la rampe de lancement de plusieurs jeux primés, notamment le jeu vidéo le plus vendu de tous les temps, Minecraft, mais aussi la simulation dystopique lauréate d'un BAFTA Papers, Please, le phénomène viral QWOP, le jeu de plateforme de puzzle Fez, ainsi que l'un des propres jeux de Derek Yu, Spelunky ,,,,,,,.
Le site professionnel Gamasutra qualifie TIGSource en 2009 d'être « l'une des principales sources d'informations sur la scène indépendante sur le Web, et qui héberge l'un des meilleurs forums indépendants, réunissant créateurs et fans pour partager de nouvelles idées et les nouveaux jeux les plus prometteurs. » En 2008, le rigoureux journal britannique The Guardian le sélectionne parmi les « 100 meilleurs sites pour l'année à venir. » 